# Landesverein für Innere Mission in Schleswig-Holstein
Der Landesverein für Innere Mission in Schleswig-Holstein wurden im Jahr 1875 von engagierten Bürgern und Pastoren gegründet, um sozialen Nöten aus christlichem Glauben zu begegnen. Die Konzeption des Vereins gründet sich somit auf dem Gedanken der unter anderem stark von Johann Hinrich Wichern beeinflussten Inneren Mission. Zu den ersten Vorstandsmitgliedern zählte Pastor Christian Jensen aus Breklum.

## Aufgaben
Heute ist der Landesverein Träger diakonischer Einrichtungen mit einem Netz von Unterstützungsangeboten und Leistungen, die kontinuierlich weiterentwickelt werden. Der Landesverein ist in den Feldern Pflege, Psychiatrie, Suchthilfe und Teilhabe tätig und unterhält das Landesverein-Institut.
Die über 100 Einrichtungen des Landesvereins bieten in ambulanter, teilstationärer und stationärer Form differenzierte Hilfen an über 20 Standorten. Diese orientieren sich jeweils am individuellen Bedarf eines Menschen. So ist der Landesverein auf vielfältige Weise tätig
- in Vorbeugung und Beratung
- in Begleitung und Betreuung
- in Assistenz und Förderung
- in Pflege und Behandlung.

Ca. 4.250 Betreuungsplätze bieten die stationären Einrichtungen, Werkstätten und besonderen Wohnformen im Landesverein. Hinzu kommen die Patienten der Psychiatrischen Institutsambulanzen, die Klienten der Beratungsstellen sowie eine Vielzahl von Menschen, die Begegnungsstätten des Landesvereins aufsuchen oder durch vorbeugende Maßnahmen erreicht werden. 
Der Landesverein für Innere Mission in Schleswig-Holstein ist Mitglied im Diakonischen Werk Schleswig Holstein e. V. und über diesen dem Diakonischen Werk der Evangelischen Kirche in Deutschland angeschlossen.

## Zeit des Nationalsozialismus
Auf dem Gelände des Landesvereins in Rickling befand sich von Juli bis Oktober 1933 das von Angehörigen der Inneren Mission geleitete KZ Kuhlen. Der Landesverein in Rickling bekannte sich in der Zeit des Nationalsozialismus auch zu den Deutschen Christen. Im Jahr 1990 setzte der Landesverein für Innere Mission „in Anerkennung der Mitschuld“ an dem Unrecht, das den Menschen im KZ Kuhlen geschah, einen Gedenkstein am ehemaligen Standort der Baracke Falkenried. Entschädigungen an die Opfer des Landesvereins wurden bis heute nicht gezahlt. In der Ricklinger Kirche gedenkt eine Namenstafel 162 weiblichen Euthanasie-Opfern und ihrer Deportation in den Tod Ende 1941 aus den Ricklinger Anstalten.

## Belege
1. ↑  Hans Dunker: Christian Jensen. Gründer der Breklumer Mission. Breklumer Verlag, Breklum 1989, S. 33.
2. ↑  Über uns. Abgerufen am 13. Oktober 2023.
3. ↑  Überblick über die Geschichte des Landesvereins. Landesverein für Innere Mission in Schleswig-Holstein, archiviert vom Original (nicht mehr online verfügbar) am 20. März 2011; abgerufen am 25. November 2011.
4. ↑  Bürgerstiftung Schleswig-Holsteinische Gedenkstätten (Hrsg.): Gedenkstätten und Erinnerungsorte zur Geschichte des Nationalsozialismus in Schleswig-Holstein, Husum 2020, S. 107